# Rois catholiques d'Espagne
 (septembre 2024).
« Reyes Católicos » redirige ici. Pour la station de métro, voir Reyes Católicos (métro de Madrid).

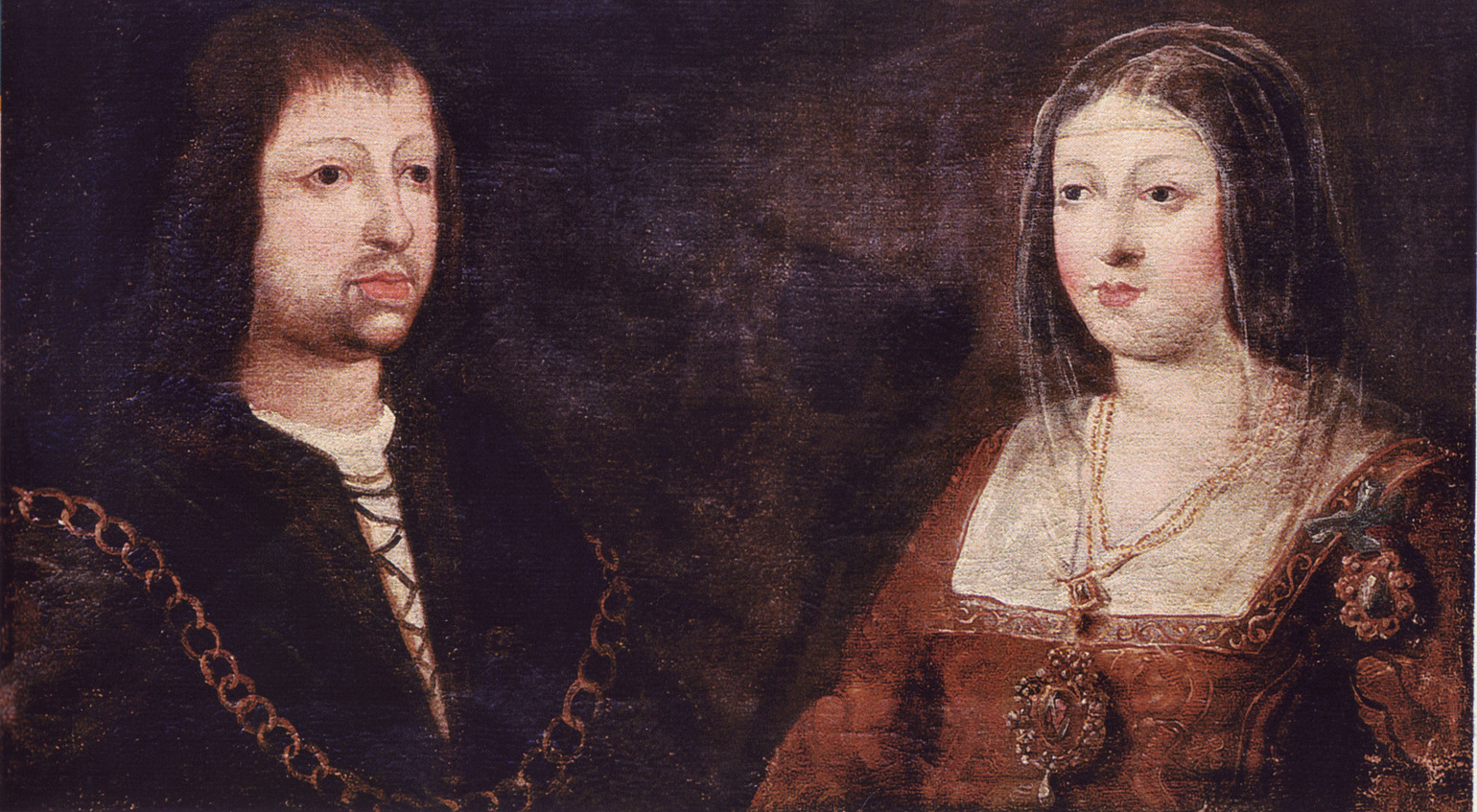
Les « Rois Catholiques », Ferdinand II d'Aragon et Isabelle Ire de Castille.

Armoiries des « Rois Catholiques ».

La dénomination de Rois catholiques (en espagnol : Reyes Católicos) est un titre honorifique attribué en 1496 par le pape Alexandre VI à la reine de Castille Isabelle Ire et à son époux, le roi d'Aragon Ferdinand II.
Ce titre récompense plusieurs réalisations communes de la reine de Castille et du roi d'Aragon, notamment la conquête du royaume de Grenade (janvier 1492) et l'expulsion des juifs de leurs royaumes (avril 1492). Il compense aussi le titre de « roi très chrétien » (en latin : christianissimus) détenu par les rois de France depuis le Moyen Âge.
Mariés en 1474, Isabelle et Ferdinand accèdent au trône de Castille à la suite de la guerre de Succession de Castille (1475-1479), menée contre les partisans de la princesse Juana la Beltraneja, fille du roi Henri IV de Castille. En 1479, Ferdinand hérite du trône d'Aragon à la mort de son père Jean II d'Aragon. Isabelle et Ferdinand règnent ensemble jusqu'à la mort d'Isabelle en 1504. Ensuite, Ferdinand est uniquement roi d'Aragon, laissant le trône de Castille à sa fille, Jeanne Ire la Folle, et à son mari, Philippe Ier le Beau, qui était déjà archiduc d'Autriche, duc de Bourgogne, et comte de Flandres.
L'histoire espagnole considère le règne des Rois Catholiques comme la transition entre le Moyen Âge et l'époque moderne. C'est donc par des liens matrimoniaux que se sont unies provisoirement, dans la dynastie des Trastámara, deux couronnes, celle de Castille et celle d'Aragon, en créant en même temps la couronne d'Espagne, et ils ont créé, avec le soutien de villes et de la petite noblesse, une monarchie forte — dite monarchie catholique — face aux envies de pouvoir des ecclésiastiques et des nobles. Avec la conquête du royaume de Grenade, du royaume de Navarre, des Canaries, de Melilla, et de plazas de soberanía, ils ont réussi à placer leur territoire sous l'autorité d'une seule couronne, régnant sur tout le territoire qui forme actuellement l'Espagne — sauf Ceuta et Olivenza, qui appartenaient alors au Portugal.
Les « rois catholiques » ont établi une politique extérieure commune, marquée surtout par les mariages royaux avec d'autres familles européennes, lesquels ont abouti à l'hégémonie des Habsbourg durant les XVIe et XVIIe siècles.
Pendant dix années, ils mènent les guerres de Grenade qui se concluent en l'année cruciale : la ville de Grenade, assiégée à partir de 1491, capitule le 2 janvier 1492. Sur la vega (la plaine en contrebas de Grenade qui abrita le campement de leur armée), ils fondent la ville de Santa Fe.
Une légende voudrait qu'Isabelle la Catholique ait financé avec ses bijoux le voyage de Christophe Colomb en Inde par une nouvelle route vers l'ouest, qui l'amena à découvrir les Amériques le 12 octobre 1492. En réalité, les fonds provenaient de Luis de Santángel, chancelier de la maison royale, de Gabriel Sánchez, trésorier d'Aragon, et d’Isaac Abravanel. Les deux premiers étaient des conversos, le troisième était le Juif le plus célèbre d'Espagne.

## Mariage et avènements (1469-1479)

### Mariage (1469)

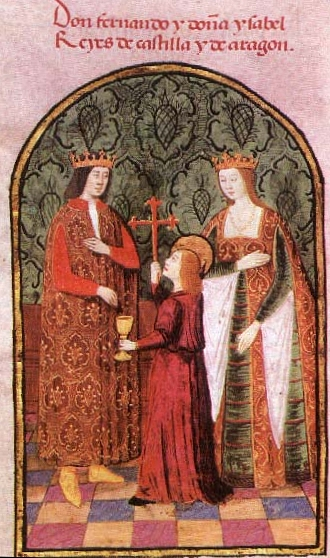
Les Rois catholiques

Le couple s'est marié à Valladolid le 19 octobre 1469, lorsqu'elle avait 18 ans et lui 17.
Étant cousins au second degré, ils devaient obtenir — pour que le mariage soit reconnu par l'Église — une dérogation du pape Paul II, que leurs partisans sollicitèrent de manière instante. Comme le pape ne voulait pas la délivrer, le couple a utilisé une fausse bulle pontificale. Pour certains, le faussaire était Alfonso Carrillo de Acuña, archevêque de Tolède, tandis que d'autres soutiennent que le falsificateur était le légat pontifical Antonio Veneris.

### La guerre de Succession de Castille (1475-1479)
La guerre de Succession de Castille est un conflit qui dura de 1475 à 1479, durant lequel se disputa la succession au trône de Castille, avec d'une part la fille du roi Enrique IV de Castille, Juana la Beltraneja, ou Juana de Trastámara, et la demi-sœur du monarque mort, Isabelle.
Cette guerre a été un conflit international, car Isabelle était mariée à Ferdinand, l'héritier de la Couronne d'Aragon, tandis que Juana était mariée au roi Alfonso V de Portugal. De son côté, la France est intervenue, en soutenant le Portugal pour éviter que l'Aragon, son rival en Italie, unisse ses pouvoirs à ceux de la Castille.
Sans aucun doute, la bataille navale de Guinée, en 1478 fut décisive pour les Portugais. C'est durant cette bataille que les Portugais ont réussi à conserver leurs richesses en Guinée, sans quoi ils auraient perdu d'importantes ressources en esclaves et en or.

Cette guerre se finit en 1479, avec la signature du traité d'Alcáçovas, qui fait d'Isabelle et de Ferdinand les rois de Castille, destitue Juana de toute prétention au trône. C'est aussi à la fin de cette guerre que le Portugal obtiendra l'hégémonie sur l'Atlantique, à l’exception des îles Canaries.

## Le règne des Rois catholiques

### Institutions politiques
En raison du fait que l'union des Couronnes d'Aragon et de Castille était seulement d'ordre dynastique, les royaumes qui se sont unis, plus celui de Navarre depuis son annexion ont conservé leurs institutions et leurs propres lois.

#### La Couronne de Castille (royaume de Castille et de León)
Dans les royaumes de Castille et de León, depuis le XIIIe siècle, avec Alfonso X, un processus de concentration des pouvoirs pour la couronne, au détriment de la noblesse, avait été commencé, ce qui a entraîné la création d'institutions qui permettaient un plus grand contrôle sur le territoire et une augmentation des revenus fiscaux. Cette transformation a atteint son apogée lors du règne d'Isabelle et de Fernando.
Après la conquête du royaume de Grenade l'Audience de Grenade est créée, et le trésor public castillan en fut renforcé, grâce aux impôts perçus et aux seigneuries du territoire conquis.

#### La Couronne d'Aragon
La Couronne d'Aragon, au contraire, n'a pas subi beaucoup de modifications. Elle avait un système de gouvernement très rigide dans chacun des territoires qui la composaient (le royaume d'Aragon, le royaume de Valence, le royaume de Majorque, les comtés catalans, le royaume de Sicile, le comté de Barcelone, le comté de Roussillon et le comté de Cerdagne), avec plusieurs privilèges pour la noblesse, qui limitaient grandement le pouvoir du Roi. Les revenus se gagnaient avec l'accord des Cortes de chaque territoire, qui étaient contrôlés par la noblesse et le clergé. Avec l'association de la Couronne au royaume de Castille, Ferdinand a pu compter sur les apports financiers castillans (qui étaient très supérieurs à ceux d'Aragon) pour ne plus convoquer les Cortes.
Dans les petites seigneuries, les corrégidor furent créés, qui avaient l'autorité dans les villes, qui existaient déjà en Castille depuis 1393.

### La guerre de Grenade (1482-1492) et la fin de la Reconquista
Une fois qu'Isabelle et Ferdinand se sont affirmés comme souverains de Castille, ils ont achevé la conquête du Royaume de Grenade, le dernier bastion musulman dans la péninsule ibérique, en profitant du fait que ledit royaume était en proie à des troubles dû à une crise dynastique entre le sultan Abu al-Hasan Ali et son fils, Boabdil, et Mohammed XIII az-Zaghall, le frère du premier et l'oncle du second.
La guerre a eu plusieurs phases :
- de 1484 à 1487, la partie occidentale du royaume de Grenade est conquise par les castillan-aragonais.
- de 1488 à 1490, la conquête de la partie orientale du Royaume est commencé. La base des opérations est déplacée à Murcie, et c'est durant cette étape que Mohammed XII s'est rendu.
- de 1490 à 1492, les Rois exigèrent de Boabdil la capitulation de Grenade. Quand il a parlé de ce traité de paix au peuple de Grenade, ce dernier a opposé une vive résistance, et ce sont les armées royales qui y répondirent. Finalement, Boabdil abdiqua après des négociations secrètes.

La réussite de cette guerre a signifié plusieurs choses :
- Le dernier royaume musulman de la péninsule Ibérique, sur laquelle règnent des chrétiens, est tombé, ce qui fut le point culminant de la Reconquista et a considérablement augmenté le prestige des Rois Catholiques à travers l'Europe chrétienne.
- L'apparition d'une armée structurée et professionnelle, indépendante de la noblesse.
- De plus grands revenus pour la Couronne.
- L'apaisement de plusieurs classes, comme la noblesse, grâce à la répartition des territoires de Grenade entre eux.

### Politique religieuse
Leur règne est marqué par l'unification religieuse de leurs royaumes.
Une bulle du pape Sixte IV de 1478 crée l'Inquisition en Castille, pour avoir un plus grand contrôle de la pureté de la foi. Déjà en Aragon, l'Inquisition existait depuis 1248, et l'Inquisition espagnole fut donc la seule institution commune aux deux royaumes.
Innocent VIII, pape de 1484 à 1492, concède aux rois catholiques le droit de « patronage » sur le royaume de Grenade et les îles Canaries.
En avril 1492, après la prise de Grenade (janvier 1492), Isabelle et Ferdinand décrètent que les juifs doivent ou bien se convertir au christianisme, ou bien quitter leurs royaumes.
Dix ans plus tard, ils imposent le même choix aux musulmans.

### Économie et société

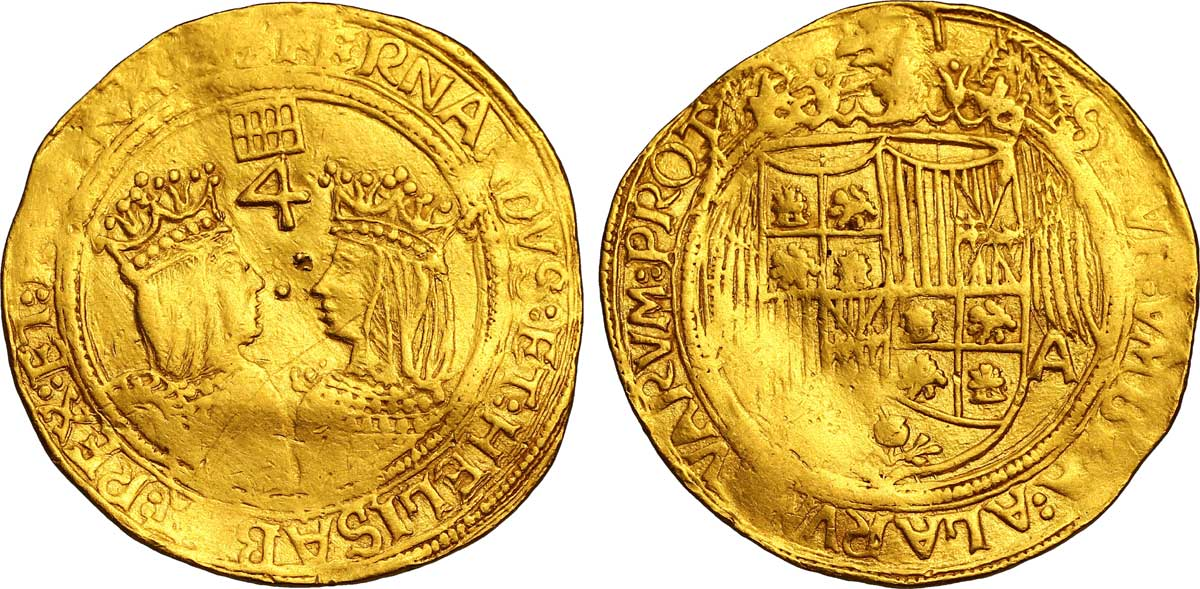
Quadruple en or à l'effigie d'Isabelle et Ferdinand les monarques catholiques

La base économique durant le règne des rois catholiques était l'agriculture, l'élevage pour avoir de la laine et l'exportation de matières premières. Pour défendre les richesses qui venaient de la laine, les rois ont donné des privilèges à la Mesta, avec la loi de défense des Cañadas, en 1489. Le commerce intérieur permettait de protéger les artisans.
La haute noblesse fut socialement et économiquement privilégiée par rapport au peuple, en récompense pour sa fidélité et son apport en hommes et en moyens pour contrer les conflits. Les lois de Toro, passées en 1505, ont renforcé l’institution du majorat.

### Politique extérieure
La victorieuse politique expansionniste menée par Ferdinand et Isabelle a été possible grâce à de nombreux facteurs :
- l’initiative diplomatique du roi Ferdinand, qui a continué la politique traditionnelle de la Couronne d'Aragon, avec ses intérêts placés en Méditerranée, en rivalité avec la France qui, sans aucun doute, n'a jamais été l'ennemie de Castille;
- la diplomatie du royaume de Castille, principalement orientée vers l'océan Atlantique et son expansion vers le Nouveau Monde;
- l'efficacité de l'armée de la Couronne dont le chef, le « Grand Capitaine » Gonzalo Fernández de Córdoba, a réorganisé les troupes militaires autour d'une nouvelle unité, le tercio royal, qui fit ainsi la première armée moderne dépendante de la Couronne;
- le grand apport en ressources économiques de l'industrie et du commerce de la laine et du blé.
- la politique d'alliances et de mariages des rois dont ils héritèrent du titre en 1502.

#### Mariages diplomatiques
Comme la plupart des souverains de la fin du Moyen Âge au début de l'ère moderne, les rois catholiques mariaient leurs enfants à ceux d'autres monarchies européennes suivant les priorités politiques du moment et de leur pays. Ainsi, les Rois catholiques ont-ils cherché à faire alliance avec le Portugal contre la France.
Les Rois catholiques ont marié leurs cinq enfants ainsi :
- Isabelle d'Aragon à l'héritier Alphonse de Portugal, puis à Manuel Ier de Portugal, cousin de son premier époux. Ces mariages les lièrent au Royaume de Portugal.
- Jean d'Aragon à Marguerite d'Autriche, fille de l'archiduc Maximilien d'Autriche (ensuite Maximilien de Habsbourg), du Saint-Empire romain germanique, et de Marie de Bourgogne, duchesse de Bourgogne. Jean est mort prématurément en 1497. Ce couple les a apparentés au Saint-Empire romain germanique et au Duché de Bourgogne.
- Jeanne la Folle à Philippe d'Autriche le Beau, fils de l’empereur Maximilien Ier de Habsbourg d'Autriche. Ce lien les a de nouveau apparenté au Saint-Empire romain germanique.
- Marie d'Aragon à Manuel Ier de Portugal, son beau-frère, quand sa sœur Isabelle est morte.
- Catherine d'Aragon au principal héritier de la couronne d'Angleterre, Arthur Tudor, qui fut le fils aîné de Henri VII d'Angleterre, et après la mort prématurée de celui-ci, à son frère cadet, nouveau roi, Henri VIII d'Angleterre. Ces mariages ont permis de créer des liens avec le Royaume d'Angleterre.

#### Conquête des îles Canaries
En 1402, le roi Henri III de Castille a concédé à Jean de Béthencourt le privilège sur l'archipel, provoquant ainsi la conquête des îles Canaries, qui étaient jusque-là occupées par des Aborigènes canariens, des peuples berbères, qui vivaient indépendamment. Après, la Couronne de Castille a repris pour elle le droit de conquête sur les îles que les seigneurs féodaux n'avaient pas pu conquérir (Grande Canarie, Tenerife et La Palma).
En 1478, dans le cadre de la guerre de succession castillane contre le Portugal, les Castillans ont commencé la conquête de Grande Canarie. La souveraineté sur l'archipel canarien lui fut reconnue par le traité d'Alcáçovas, en 1479, qui limitait les territoires castillans et portugais.
En 1492, les Rois catholiques ont conquis l'île de La Palma et le processus d'incorporation des îles Canaries fut fini avec la conquête de Tenerife en 1496.

#### Conquête de la Navarre
Le royaume de Navarre était divisé, au début du XVIe siècle, en deux parties, qui était chacune gouvernée par un roi différent. Durant cette conquête, les rois de Navarre ont signé un traité avec le roi de France, ce qui mit l'Espagne en danger. Comme les rois de Navarre ont fait plusieurs doctrines qui allaient contre les intérêts du pape, ce dernier a excommunié les rois, ce qui accorda des droits moindres aux Navarrais.
C'est en 1512 que Ferdinand a demandé à Navarre le droit de passage des troupes espagnoles pour pouvoir attaquer la France. La réponse négative du roi de Navarre a été un motif suffisant pour que Ferdinand ordonne au duc d'Albe d'occuper la Navarre, et moins d'un an plus tard, toute la partie de la Navarre située au sud des Pyrénées fut annexée à la couronne de Castille.

#### Les premières guerres d'Italie
Une fois la conquête de Grenade finie, le roi de France, Charles VIII, signa avec Ferdinand, en 1493, le traité de Barcelone, selon lequel la Couronne d'Aragon retrouvait le Roussillon et la Cerdagne, en échange d'une posture neutre d'une imminente attaque française contre le royaume de Naples, dans le Sud de l'Italie.
L'armée de Charles VIII est donc allée dans le Sud de la péninsule italienne, déposant Alphonse II, roi de Naples et parent de Ferdinand. Les actions françaises en Italie n'ont pas plu au Pape (le Valencien Alexandre VI), car ces actions mettaient en danger les États Pontificaux, et c'est pour cela qu'il a demandé de l'aide aux Rois catholiques. Ferdinand n'a pas hésité à intervenir et, en peu de temps, l'armée de Gonzalve de Cordoue expulsa les Français, en reprenant le trône de roi de Naples.
En 1500, le nouveau roi de France, Louis XII, a signé avec Ferdinand le traité de Grenade pour occuper ensemble le trône de Naples. Fernando accepta, et le roi de Naples fut détrôné. Les deux armées ont donc occupé cette zone, mais des différends se firent jour et une lutte de guérilla éclata. Malgré l’infériorité numérique des Espagnols, ceux-ci ont mis en déroute les armées françaises pour les expulser d'Italie. Le royaume de Naples fut donc de nouveau conquis, et cette fois-ci inclus dans le royaume d'Aragon.

#### L'expansion en Afrique du nord
Après la conquête de Grenade, les Rois catholiques ont décidé de commencer la conquête du nord de l'Afrique, avec l'argument de continuer la Reconquête chrétienne de la province de Maurétanie, qui appartenait à l'Hispanie romaine, et avec les objectifs stratégique d'éviter que les royaumes d'Afrique n'entreprennent une reconquête de Grenade.
La conquête a commencé avec la prise de Melilla par Pedro de Estopiñan en 1497, puis en 1505, avec la prise de Mers el-Kébir. Ensuite, les troupes espagnoles ont occupé Vélez de la Gomera, Oran, Bougie, Alger, la Tunisie, La Goulette, et Tripoli, avec la participation du cardinal Cisneros, le confesseur de la reine Isabelle, et archevêque de Tolède. La conquête s'est interrompue en 1510, à cause de la reprise des Guerres d'Italie, et du fait que les colonies aux Indes semblaient plus attractives.

#### La découverte et la colonisation du Nouveau Monde
En 1486, le marin Christophe Colomb a proposé aux Rois catholiques un projet : voyager jusqu'aux Indes en allant vers l'ouest, avec une nouvelle route, par l'Atlantique. Les conseillers des monarques furent très peu favorables à Colomb, et pour la couronne il fallait régler la question de la conquête de Grenade à ce moment. Une fois que cette dernière fut achevée, les Rois ont accepté son idée. Avec les Capitulations de Santa Fe, le 17 avril 1492, ils ont nommé Colomb amiral, vice-roi et gouverneur de toutes les terres découvertes, et il devra recevoir un dixième de tous les bénéfices reçus. Le coût de l'expédition est estimé à 2 millions de maravédis, sans compter le salaire de Colomb.
Le 3 août 1492, Colomb parti du Puerto de Palos. Le 12 octobre, il est arrivé à l'île de Guanahani, dans les Bahamas, et de là ils sont allés à Cuba et à Hispaniola, commençant là la découverte de l'Amérique. Le retour de Colomb au Portugal régla une crise diplomatique entre le roi de Portugal et les Rois catholiques, qui se termina en 1494 avec la signature de traité de Tordesillas, pour redistribuer la sphère d'influence des deux pays. Entretemps, les Rois envoyèrent une deuxième expédition, avec des moyens bien supérieurs à la première, qui eut aussi Colomb comme capitaine. D'autres expéditions furent lancées, jusqu'à que les autres îles des Caraïbes et la côte du continent américain soient explorées. Sauf que comme Colomb avait promis les Indes, et que la colonie fondée sur Hispaniola a subi des famines et des émeutes, Colomb fut démis de ses fonctions en 1499, et un nouveau gouverneur fut nommé.
En Amérique, annexé par le royaume de Castille, un système traditionnel s'instaura. Il s'est institué à Séville, en 1503, pour avoir le monopole et contrôler le commerce avec l'Amérique, les Canaries, et la Côte des Barbaresques. L'Audiencia de Saint-Domingue a été créé, en 1510, et pour l'administration des nouveaux territoires, un préambule au Conseil des Indes a été créé.

## Le règne de Ferdinand après la mort d'Isabelle (1504-1516)
La reine Isabelle meurt le 26 novembre 1504, donc Ferdinand est resté veuf, et sans réel droit au trône castillan. La concorde de Salamanque a donc été signée en 1505, et la gouvernance fut partagée entre sa fille, Jeanne, son époux, Philippe, et Ferdinand lui-même. Mais avec les mésententes entre Philippe et 6, Philippe se retire du pouvoir, de Castille et d'Aragon. Cette situation ne dura toutefois pas longtemps car Philippe mourut durant cette même année 1506.
Après la mort de son mari, la reine Jeanne a été déclarée handicapée mentale, et le cardinal Cisneros fut nommé régent, qui demanda même à Ferdinand de revenir pour gouverner la Castille. Ferdinand accepta, et en 1507, il commença sa seconde régence, en duo avec Cisneros, jusqu'à que Charles, le fils de Jeanne, eut l'âge de gouverner.
Durant la régence de Ferdinand et Cisneros, la Navarre a été incorporée au royaume de Castille, et un nouveau mariage eut lieu, entre Ferdinand et Germaine de Foix, avant même que sa première femme soit morte depuis un an.
Ferdinand mourut en 1516, à Madrigalejo, avant que Charles put accéder au trône espagnol. Ainsi, le seul régent de Castille, Cisneros, mourut à son tour durant le trajet jusqu'en Asturies, où il allait saluer le nouveau roi, Charles Quint. Durant ce temps, en Aragon, le régent fut l'archevêque de Saragosse, Alphonse d'Aragon, jusqu'à que Charles Quint soit roi.
Les restes des Rois catholiques reposent dans la Chapelle royale de Grenade, lieu choisi par eux-mêmes, grâce à une Real Cédula du 13 septembre 1504.

## Titres honorifiques

### Le titre de « Rois catholiques »
Le pape Innocent VIII (1434-1492) a été le premier à donner le nom de « Rois catholiques » aux rois Ferdinand II d'Aragon et Isabelle Ire de Castille, après la prise de Grenade et même dans sa tombe, dans la basilique Saint-Pierre de Rome, il y a une inscription en latin, où se trouve la phrase suivante : Regi Hispaniarum Catholici Nomine Imposito
Le pape Alexandre VI (Rodrigo Borgia) (1431-1503), successeur d'Innocent VIII, envoya la bulle Inter caetera, le 4 mai 1494, qui faisait partie des Bulles alexandrines, qui donna, entre autres, leur titre aux rois.
Le titre de « Rois catholiques » fut donc reconnu par ce pape dans la bulle Si convenit, envoyée le 19 décembre 1496.
Cette bulle fut rédigée après un débat dans le Collège des cardinaux, fait le 2 décembre 1496, avec le conseil direct de trois cardinaux qui ont énuméré les mérites des deux rois, pour qu'il leur soit donné un titre que jamais personne n'avait porté. Il fut donc choisi qu'il reçoivent le titre de roi et reine des Espagnes.
La papauté a accordé ce titre pour six causes fondamentales :
1. Les vertus personnelles qu'avaient les deux rois, qui ont pu être observées durant l'unification, la pacification et le renforcement de leurs royaumes.
2. La reconquête de Grenade des mains de l'Islam.
3. L'expulsion des Juifs qui ne s'étaient pas baptisés en 1492.
4. Les efforts faits par les deux monarques pour lancer des croisades contre les musulmans.
5. La libération des États pontificaux et du royaume de Naples, envahis par Charles VIII.
6. La compensation aux deux rois pour le titre concédé au roi de France.

Le titre a été ensuite héréditaire, et conservé par ses successeurs. Le roi Juan Carlos a utilisé la sanction de la Constitution Espagnole de 1978, la dénomination de « Roi catholique ». En février 1977, dans l'ambassade d'Espagne au Saint-Siège, a été installée une inscription commémorative en latin, se référant à Ionnes Carolus I como Hispaniae Cath. Rex, ce qui est une adaptation du traitement que, durant plusieurs siècles, la papauté a donné aux rois d'Espagne, depuis Charles Quint : Hispaniarum Rex Catholicus.
L'actuelle Constitution espagnole reconnait au roi d'Espagne le titre « qui correspondent à la Couronne », et selon certains, il peut aussi être appelé Roi catholique ou Sa Catholique Majesté, ou encore en latin Catholicus Rex. En revanche, le roi Juan Carlos Ier n'a jamais utilisé ces titres.

### Le titre de « Rois des Espagnes »
Le prologue du Journal de bord de Christophe Colomb, conservé dans un copie manuscrite de frère Bartolomé de las Casas, était à l'attention des rois Ferdinand et Isabelle, comme « Roi et Reine des Espagnes ».
La bulle papale Si convenit, de 1496 les nommait aussi comme « roi et reine des Espagnes ».

### Héraldique
Dans la Concorde de Ségovie, de 1475, les titres et l'héraldique qui appartenaient aux deux époux ont été accordés, un cas inédit dans l'histoire de l'Europe.

### Postérité
Avec les Habsbourg, les descendants des Rois catholiques ont eu le pouvoir dans toute l'Europe et en Amérique, sans compter les dynasties postérieures qui ont régné sur l'Espagne, l'Autriche, le Saint-Empire romain germanique, l'Angleterre, l’Écosse, la Suède, la Norvège, le Danemark, la France, le Portugal, la Hongrie, la Belgique, la Grèce, la Croatie, la Bulgarie, l'Italie, le Luxembourg, le Liechtenstein, les Pays-Bas, la Pologne, la Roumanie, la Russie, le Mexique et le Brésil.